# E agora eu vou lhes mostrar de onde estavam preparando o ataque à Bielorrússia

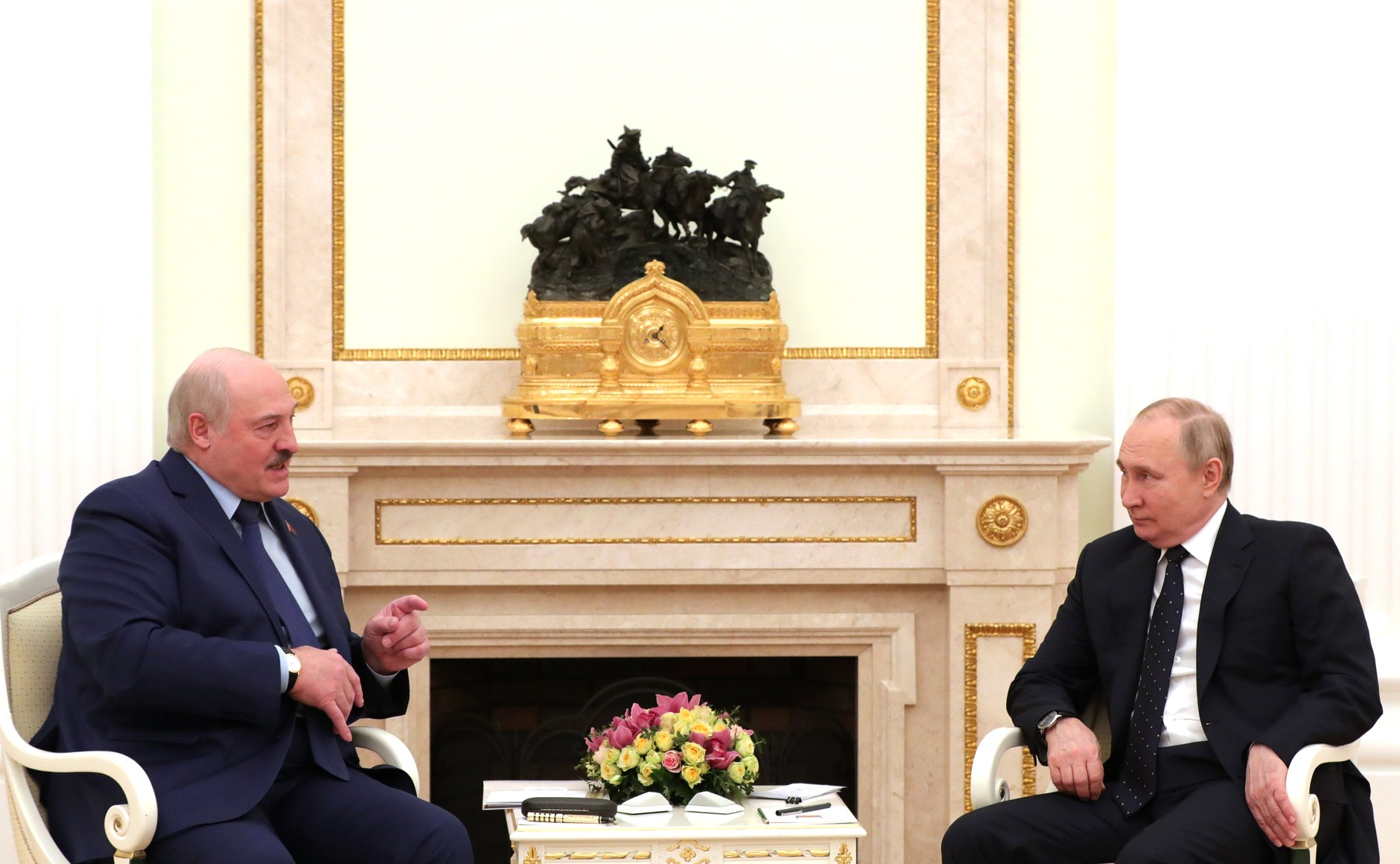
Reunião de Alexander Lukashenko e Vladimir Putin (11 de março de 2022)

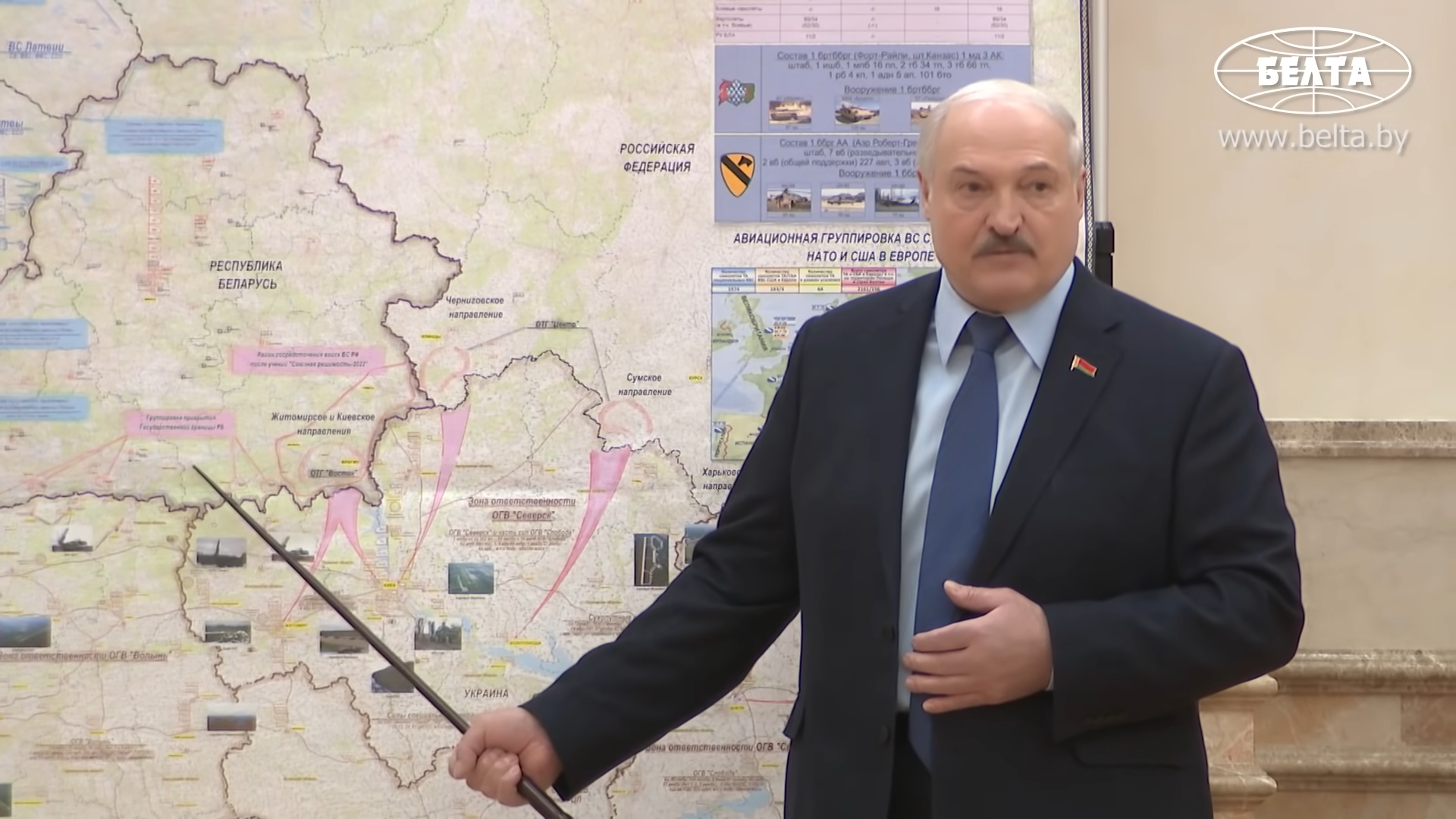
Alexander Lukashenko mostra um mapa em uma reunião do Conselho de Segurança da Bielorrússia (1º de março de 2022)

"E agora eu vou lhes mostrar de onde estavam preparando o ataque à Bielorrússia" (em russo:  А я сейчас вам покажу, откуда на Беларусь готовилось нападение), é uma frase amplamente difundida nas comunidades da internet russófona, dita por Alexander Lukashenko, na tentativa de justificar a invasão da Rússia à Ucrânia em relação à Bielorrússia. A frase posteriormente tornou-se muito popular em muitos países da antiga União Soviética e passou a ser usada como um meme em diversos vídeos a partir de meados de março de 2022.

## História
Nos memes, Lukashenko foi recortado do vídeo original e, juntamente com a trilha sonora, é inserido em diferentes filmes e situações engraçadas. A base dos memes foi um vídeo filmado durante as negociações entre os presidentes da Rússia e da Bielorrússia, que ocorreram em 11 de março de 2022. Nessa reunião, Alexander Lukashenko assegurou a Vladimir Putin que, se a "operação especial" não tivesse começado, a Ucrânia teria atacado a Bielorrússia primeiro:

em russo:  А я сейчас вам покажу, откуда на Беларусь готовилось нападение. И если бы за шесть часов до операции не был нанесён превентивный удар по позициям — четыре позиции, я сейчас покажу карту, я принёс — они бы атаковали наши войска Беларуси и России, которые были на учении. Поэтому не мы развязали эту войну, у нас совесть чиста. Хорошо, что начали. Биологическое оружие, самые большие атомные электростанции – и всё это были готовы взорвать. Сейчас мы видим, что в Чернобыле творится, Вы меня попросили электричество подвести…
[E agora vou lhes mostrar a localização que eles planejaram usar como base para atacar a Bielorrússia. Se não tivesse havido um ataque preventivo nas posições - quatro posições - seis horas antes da operação - vou lhes mostrar o mapa que trouxe comigo - eles teriam atacado as tropas da Bielorrússia e da Rússia, que estavam realizando exercícios. Portanto, não desencadeamos essa guerra, nossa consciência está tranquila. É bom que tenhamos começado. Armas biológicas, as maiores usinas nucleares - e tudo isso estava pronto para explodir. Agora vemos o que está acontecendo em Chernobyl, vocês me pediram para fornecer eletricidade...]
De acordo com a BBC: "Seu entusiasmo em justificar a agressão da Rússia contra a Ucrânia foi recompensado com um conjunto de memes engraçados na Internet." Entre outros exemplos, adaptações do vídeo mostravam Lukashenko em uma estação de trem, sentado perto de uma lixeira, em um pátio com senhoras idosas, recitando seu monólogo para as bailarinas do Lago dos Cisnes, os heróis dos filmes "O Iluminado" e "Ivan Vasilievich Muda de Profissão", uma garota brincando em um parque de diversões, atrizes pornôs, Yelena Malysheva no programa Vida Saudável!, a apresentadora do programa de namoro "Vamos nos Casar" Larisa Guzeeva, uma companhia de alienígenas, Mr. Bean, galinhas, pessoas desabrigadas em uma estação de trem, espectadores do Oscar e transmissões do caixão de Vladímir Jirinóvski para Putin.
Além disso, estão sendo criados "vídeos com um final inesperado", nos quais, depois de prolongada intriga, o monólogo de Lukashenko se torna uma catarse. Por exemplo, em um vídeo sobre o que fazer se um cara bonito chamar sua atenção: "Vire-se, olhe para baixo, sorria, diga: 'Vou lhe mostrar agora...'", ou o que fazer com sua amiga sozinha em um veículo, onde o mesmo resultado acontece. Lukashenko também é ridicularizado por celebridades, como Yegor Grigoryevich Krutogolov do Diesel Show, que combinou o discurso do "pai" com a explosão de um depósito em Belgorod.
A expressão começou a ser usada na mídia em outras situações com Lukashenko, por exemplo, quando ele levou um golpe no rosto durante uma partida de hóquei: "Agora vou lhes mostrar de onde veio o golpe no queixo...".
Em 24 de abril, Lukashenko disse que poloneses, lituanos e letões estavam próximos à fronteira bielorrussa, pedindo para cruzar a fronteira para comprar trigo sarraceno e sal. Em resposta, Edgars Rinkēvičs, Ministro das Relações Exteriores da Letônia, twittou: "E agora vou mostrar-lhes onde eles vão à Bielorrússia para trigo sarraceno e sal".
Em 27 de abril, vários estudantes bielorrussos foram detidos por causa desse meme popular no TikTok.